# Missouri fox trotter
Missouri fox trotter är en av de äldsta amerikanska hästraserna som utvecklades när nybyggarna bosatte sig i Ozarkbergen i Missouri. Rasen är ofta så kallat "gaited" och har då en extra gångart kallad foxtrot som visas upp på speciella shower. Då rasen är en bergshäst är den säker på foten men också snabb på grund av bakgrunden som kapplöpningshäst.

## Historia
Omkring 1820 flyttade nybyggarna i USA från sina plantager i Kentucky, Tennessee och Mississippi för att bosätta sig i bergen i Missouri. Med sig hade de kapplöpningshästar från Kentucky, morganhästar och även arabiskt fullblod. Man korsade stona med de absolut snabbaste hingstarna och flera stamlinjer skapades. 
Rasen utvecklades i första hand för att vara kapplöpningshäst, men som skulle vara så pass stark att den kunde klara av lättare jordbruksarbete i bergen. Men de religiösa puritanerna satte stopp för löpen som de ansåg vara syndiga. Detta gjorde att uppfödarna i Orzarkbergen koncentrerade sig på en ny typ av häst som skulle vara uthållig, stark och bekväm att rida och som skulle klara av långa sträckor i svår terräng. 
Under 1960-talet utvecklades rasen ytterligare med blod från american saddlebred och tennessee walking horse, som båda har extra gångarter. 

## Egenskaper
Missouri fox trottern är mest känd för sin lite udda gångart foxtrot. Hästen skrittar med frambenen och travar med bakbenen. Bakbenen glider i samma spår som frambenen. Gångarten gör dock hästarna säkra på foten och ändå snabba. Ryggen är näst intill stilla vilket gör att det är väldigt bekvämt för ryttaren. Svansen höjs och både den och huvudet rörs i takt till stegen. 
Under uppvisningar när man visar upp gångarten görs noggranna kontroller av hästarna. Lössvansar är till exempel inte tillåtna och inte heller speciella svansstöd som gör att svansen lyfts ytterligare. Ett vanligt problem bland dessa hästar är ägare som använder kedjor eller extra tunga skor för att förhindra att hästen lyfter benen högt, vilket i motsats till många andra raser med extra gångarter, är förbjudet. Hos många andra är detta en önskvärd företeelse, men en missouri fox trotter blir omedelbart diskvalificerad om ett sår synts på benen eller över hovarna. 
Rasen är även känd för sin långa rygg för att den ska kunna gå i foxtrot. I övrigt ser rasen ganska alldaglig ut men är kompakt och välbyggd. I Orzarkbergen delar man upp hästarna i en mindre och en större variant men dessa används båda två till både tävling och jordbruk. Rasen är en utmärkt långrittshäst och är dessutom billig i drift.